# Over There – Kommando Irak
Over There – Kommando Irak (Originaltitel: Over There) ist eine Serie über den dritten Golfkrieg (2003) und lief auf dem US-Fernsehkanal FX. Die 13 Folgen liefen zwischen dem 27. Juli und dem 26. Oktober 2005. Trotz vieler positiver Kritiken gab der Sender FX am 1. November 2005 bekannt, dass die Serie aufgrund sinkender Quoten keine zweite Staffel erleben werde. Alle Folgen der Serie wurden am 21. März 2006 in den USA und Kanada und am 1. Mai 2006 auch in England auf DVD veröffentlicht. In Deutschland war sie beim Pay-TV-Sender Premiere, der diese Serie auch koproduzierte, vom 15. März bis zum 31. Mai 2007 zu sehen.

## Inhalt
In der Fernsehserie wird der Irakkrieg aus der Sicht einer Einheit der 3. US-Infanteriedivision geschildert. Neben der im Irak spielenden Handlung gibt es noch einige Nebenhandlungen in der Heimat, mit denen verdeutlicht wird, wie das Geschick der Soldaten im Krieg das Leben der Angehörigen daheim beeinflusst und umgekehrt.
Bemerkenswert für eine amerikanische Fernsehproduktion ist, dass sowohl die Leiden der US-amerikanischen Soldaten als auch die Perspektive der irakischen Zivilbevölkerung berücksichtigt wird.

## Allgemeines
Der Titel der Serie spielt auf den Song „Over There“ von George M. Cohan (1917) an, in dem es um US-Soldaten geht, die im Ersten Weltkrieg dienten.
Dieser Song existiert übrigens in einer historischen Aufnahme von 1918, gesungen von Enrico Caruso, einem der bedeutendsten Operntenöre (englisch/französisch).
Die Szenen, die im Irak spielen, wurden in der kalifornischen Wüste gedreht, die Szenen in der Heimat in und um Los Angeles.

## Besetzung
Die Serie wurde bei der Cinephon vertont. Martin Schmitz schrieb mit Norman Matt die Dialogbücher und führte die Dialogregie.
| Rolle                               | Schauspieler        | Synchronsprecher   |
| ----------------------------------- | ------------------- | ------------------ |
| Pfc. Bo Ryder                       | Josh Henderson      | Robin Kahnmeyer    |
| Pvt. Frank „Dim“ Dumphy             | Luke Macfarlane     | Dennis Schmidt-Foß |
| Ssg. Chris „Scream“ Silas           | Erik Palladino      | Torsten Michaelis  |
| Pvt. Avery „Angel“ King             | Keith Robinson      | Daniel Fehlow      |
| Pvt. Maurice „Smoke“ Williams       | Sticky Fingaz       | Jan-David Rönfeldt |
| Pfc. Tariq Nassiri                  | Omid Abtahi         | Matthias Hinze     |
| Pfc. Esmeralda „Doublewide“ Del Rio | Lizette Carrión     | Gerit Kling        |
| Pvt. Brenda „Mrs B“ Mitchell        | Nicki Lynn Aycox    | Dascha Lehmann     |
| Terry Ryder                         | Sprague Grayden     | Julia Kaufmann     |
| Vanessa Dumphy                      | Brigid Brannagh     | Tanja Geke         |
| Sergio Del Rio                      | Lombardo Boyar      | Olaf Reichmann     |
| Eddy Dumphy                         | Jimmy „Jax“ Pinchak | Sebastian Fitzner  |

## Auszeichnungen
Die Serie erhielt eine Emmy-Nominierung für die beste Titelmusik.

## Episodenliste
| Nr.       | Deutscher Titel           | Originaltitel                      | US-Erstausstrahlung | dt. Erstausstrahlung |
| --------- | ------------------------- | ---------------------------------- | ------------------- | -------------------- |
| 1 (1-01)  | Grünschnäbel              | Over There                         | 27. Juli 2005       | 11. März 2007        |
| 2 (1-02)  | Die Straßensperre         | Roadblock Duty                     | 3. August 2005      | 15. März 2007        |
| 3 (1-03)  | Der Märtyrer              | The Prisoner                       | 10. August 2005     | 22. März 2007        |
| 4 (1-04)  | Stark im Glauben          | I Want My Toilets                  | 17. August 2005     | 29. März 2007        |
| 5 (1-05)  | Der Journalist            | Embedded                           | 24. August 2005     | 5. April 2007        |
| 6 (1-06)  | Strasse des Todes         | It’s Alright Ma, I’m Only Bleeding | 31. August 2005     | 12. April 2007       |
| 7 (1-07)  | Auftrag Ausgeführt        | Mission Accomplished               | 7. September 2005   | 19. April 2007       |
| 8 (1-08)  | Hass und Hoffnung         | Situation Normal                   | 14. September 2005  | 26. April 2007       |
| 9 (1-09)  | Kriegsbeute               | Spoils of War                      | 21. September 2005  | 3. Mai 2007          |
| 10 (1-10) | Todessehnsucht            | Suicide Rain                       | 28. September 2005  | 10. Mai 2007         |
| 11 (1-11) | Das Waisenhaus            | Orphans                            | 5. Oktober 2005     | 17. Mai 2007         |
| 12 (1-12) | Der Attentäter            | Weapons of Mass Destruction        | 19. Oktober 2005    | 24. Mai 2007         |
| 13 (1-13) | Ein Gebet für den Frieden | Follow the Money                   | 26. Oktober 2005    | 31. Mai 2007         |